# La Momie (film, 1913)
Pour les articles homonymes, voir La Momie.
Pour plus de détails, voir Fiche technique et Distribution.
La Momie est un film muet français réalisé par Louis Feuillade et sorti en 1913.

## Fiche technique
- Titre : La Momie
- Réalisation : Louis Feuillade
- Scénario : Louis Feuillade
- Société de production : Société des Établissements L. Gaumont
- Format : Muet - Noir et blanc - 1,33:1 - 35 mm
- Métrage : 739 m
- Durée : inconnue
- Date de sortie : 
  - France : décembre 1913

## Distribution
- Paul Manson : Filoche
- Marguerite Lavigne : la Filoche
- Henri Gallet : Pétoulin
- Madeleine Guitty : la Pétoulin